# Cantón de Bry-sur-Marne
El cantón de Bry-sur-Marne era una división administrativa francesa, que estaba situada en el departamento de Valle del Marne y la región de Isla de Francia.

## Composición
El cantón estaba formado por una fracción de una comuna, más la comuna que le daba su nombre:
- Bry-sur-Marne
- Champigny-sur-Marne (fracción)

## Supresión del cantón de Bry-sur-Marne
En aplicación del Decreto nº 2014-171 de 17 de febrero de 2014, el cantón de Bry-sur-Marne fue suprimido el 22 de marzo de 2015 y sus 2 comunas pasaron a formar parte; una del nuevo cantón de Villiers-sur-Marne y la fracción de la comuna se unió con las otras fracciones para formar los nuevos cantones de Champigny-sur-Marne-1 y Champigny-sur-Marne-2.